# Bertram Schmidt-Friderichs
Bertram Schmidt-Friderichs (* 13. Juni 1959) ist deutscher Verleger und Typograf.

## Leben
Nach dem Abitur am staatlichen Rabanus-Maurus-Gymnasium der Stadt Mainz absolvierte Schmidt-Friderichs eine Schriftsetzerlehre bei der Allgemeinen Zeitung Mainz, als einer der Letzten, die im Bleisatz ausgebildet wurden. Daneben studierte er Kunstgeschichte.
Nach einem betriebswirtschaftlichen Studium an der FH Druck (heute Hochschule der Medien) in Stuttgart arbeitete er bei Klett-Cotta in der Herstellung, bei Cantz wurde er Assistent der Geschäftsleitung und nach einem Jahr bei der Unternehmensberatung Baumgartner und Partner trat er 1986 in die Universitätsdruckerei H. Schmidt ein, die er 1988 alleinverantwortlich übernahm.
Seit 1992 führt Schmidt-Friderichs gemeinsam mit seiner Ehefrau Karin Schmidt-Friderichs den Verlag Hermann Schmidt und gibt jährlich ca. 20 Titel zu Typografie, Grafikdesign und Kreativität heraus. Von ihm verlegte Bücher werden regelmäßig in internationalen Kreativwettbewerben ausgezeichnet und in internationalen Lizenzausgaben weltweit verbreitet.
Er engagiert sich in den Vorständen des Type Directors Club of New York und der internationalen Gutenberg-Gesellschaft sowie im Medienausschuss der IHK für Rheinhessen. Er ist Mitglied des Art Directors Club für Deutschland und des Art Directors Club of Europe, der Association Typographique Internationale (ATypI) und Gründungsmitglied des Forums Typografie.

## Ehrungen
Am 10. Dezember 2014 verlieh die rheinland-pfälzische Ministerpräsidentin Malu Dreyer Karin und Bertram Schmidt-Friderichs den Verdienstorden des Landes für ihr Engagement rund ums schöne Buch.
2018 wurden Karin und Bertram Schmidt-Friderichs mit dem Antiquaria-Preis ausgezeichnet.